# Bill Algeo
William Francis Algeo (Boothwyn, Pensilvania, Estados Unidos, 9 de junio de 1989) es un artista marcial mixto estadounidense que compite en la división de peso pluma de Ultimate Fighting Championship.

## Primeros años
Proveniente del condado de Delaware, comenzó su carrera en las artes marciales a los 14 años, cuando decidió seguir a su hermano en la sala de lucha. Comenzó con un récord menos que estelar de 0-14, pero cuatro años después llegó a ser All-State y capitán del equipo de lucha.
Empezó a practicar jiu-jitsu brasileño a los 18 años. A los 20 años dirigía un programa de jiu-jitsu brasileño en la Universidad Estatal de Pensilvania, donde estudiaba a tiempo completo para obtener su licenciatura en contabilidad. Mientras estudiaba a tiempo completo, también era miembro del equipo de boxeo de Penn State, y comenzó su carrera de artes marciales mixtas. Llegó a ser un amateur invicto (incluso se rompió el pie en un combate y aun así ganó), hasta convertirse en profesional en 2011.

## Carrera en las artes marciales mixtas

### Inicios
Artista marcial mixto profesional desde junio de 2012 y representante de MMA y Kickboxing, en su debut en MMA, derrotó a David Miller por sumisión en el primer asalto. Perdiendo su siguiente combate contra Dean Lavin por sumisión en el primer asalto, pasaría a ganar sus siguientes 5 combates, golpeando 4 de ellos y terminando el otro por TKO. Perdió contra el futuro luchador de la UFC Shane Burgos en su siguiente combate en CFFC 42 por decisión unánime, y derrotó a sus dos siguientes oponentes por decisión, a Anthony Terrell en CFFC 49 y a Jeff Lentz en CFFC 57, perdiendo el peso en su combate por el campeonato contra Lentz, por lo que no pudo ganar el título. En su segundo intento por el Campeonato de Peso Pluma de CFFC, perdió ante Jared Gordon por decisión unánime. En su primer combate con Ring Of Combat, en ROC 61, se enfrentó a Tim Dooling y lo derrotó por TKO en el segundo asalto, ganando el Campeonato de Peso Pluma de ROC. Defendió su título tres veces, derrotando a James Gonzalez por decisión unánime en ROC 63, noqueando a Scott Heckman en el segundo asalto en ROC 65, y derrotando a John de Jesus por sumisión en el segundo asalto en ROC 67. Tras esta victoria, fue invitado al Dana White's Contender Series 17, donde perdió ante Brendan Loughnane por decisión unánime. Volvería a la CFFC para CFFC 83, donde se volvió a enfrentar a Tim Dooling, ganando una vez más contra él, esta vez por decisión unánime.

### Ultimate Fighting Championship
Debutó en la UFC contra Ricardo Lamas el 29 de agosto de 2020 en UFC Fight Night: Smith vs. Rakić. Perdió el combate por decisión unánime. Este combate le valió el premio a la Pelea de la Noche.
Se enfrentó a Spike Carlyle el 28 de noviembre de 2020 en UFC on ESPN: Smith vs. Clark. Ganó el combate por decisión unánime.
Se esperaba que se enfrentara a Ricardo Ramos el 17 de abril de 2021 en UFC on ESPN: Whittaker vs. Gastelum. Sin embargo, Ramos fue retirado del combate durante la semana previa al evento debido a los protocolos de COVID-19. El combate fue cancelado, y fue reprogramado para el 22 de mayo de 2021 en UFC Fight Night: Font vs. Garbrandt. Perdió el combate por decisión unánime. Siete medios de comunicación de la MMA se lo dieron a Ramos y seis a Algeo.
Se enfrentó a Joanderson Brito el 15 de enero de 2022 en UFC on ESPN: Kattar vs. Chikadze. Ganó el combate por decisión unánime.
Se esperaba que se enfrentara a Billy Quarantillo el 16 de julio de 2022 en UFC on ABC: Ortega vs. Rodríguez. Sin embargo, después de que Quarantillo se retirara por lesión, fue reservado contra Herbert Burns. Ganó el combate por TKO en el segundo asalto. Esta victoria le valió el premio a la Actuación de la Noche.
Se enfrentó a Andre Fili el 17 de septiembre de 2022 en UFC Fight Night: Sandhagen vs. Song. Perdió el combate por decisión dividida.
Algeo se enfrentó a T.J. Brown el 15 de abril de 2023 en UFC on ESPN 44.  Ganó la pelea mediante sumisión en el segundo asalto.  Esta pelea le valió su segundo premio Pelea de la Noche . 
Algeo se enfrentó a Alexander Hernandez el 7 de octubre de 2023 en UFC Fight Night 229.  Ganó la pelea por decisión unánime. 
Algeo se enfrentó a Kyle Nelson el 30 de marzo de 2024 en UFC on ESPN 54.  Perdió la pelea por nocaut técnico en el primer asalto. 

## Campeonatos y logros
- Ultimate Fighting Championship
  - Pelea de la Noche (dos veces)  vs. Ricardo Lamas y T.J. Brown[10][28]
  - Actuación de la Noche (una vez) vs. Herbert Burns[23]
- Ring of Combat
  - Campeonato de Peso Pluma de ROC (una vez)
    - 3 defensas exitosas del título

## Récord en artes marciales mixtas
| Récord profesional | Récord profesional | Récord profesional |
| 27 peleas          | 18 victorias       | 9 derrotas         |
| ------------------ | ------------------ | ------------------ |
| Nocaut             | 4                  | 2                  |
| Sumisión           | 7                  | 2                  |
| Decisión           | 7                  | 5                  |

| Resultado | Récord | Oponente              | Método                                 | Evento                              | Fecha                    | Ronda | Tiempo | Localización                 | Notas |
| --------- | ------ | --------------------- | -------------------------------------- | ----------------------------------- | ------------------------ | ----- | ------ | ---------------------------- | --- |
| Derrota   | 18-8   | Kyle Nelson           | TKO (golpes)                           | UFC on ESPN: Blanchfield vs. Fiorot | 30 de marzo de 2024      | 1     | 4:00   | Atlantic City, Nueva Jersey  | |
| Victoria  | 18-7   | Alexander Hernandez   | Decisión (unánime)                     | UFC Fight Night: Dawson vs. Green   | 7 de octubre de 2023     | 3     | 5:00   | Las Vegas, Nevada            | |
| Victoria  | 17-7   | T.J. Brown            | Sumisión (rear-naked choke)            | UFC on ESPN: Holloway vs. Allen     | 15 de abril de 2023      | 2     | 1:40   | Kansas City, Misuri          | Pelea de la Noche.                                                                                            |
| Derrota   | 16-7   | Andre Fili            | Decisión (dividida)                    | UFC Fight Night: Sandhagen vs. Song | 17 de septiembre de 2022 | 3     | 5:00   | Las Vegas, Nevada            | |
| Victoria  | 16-6   | Herbert Burns         | TKO (retiro)                           | UFC on ABC: Ortega vs. Rodríguez    | 16 de julio de 2022      | 2     | 1:50   | Elmont, Nueva York           | Actuación de la Noche.                                                                                        |
| Victoria  | 15-6   | Joanderson Brito      | Decisión (unánime)                     | UFC on ESPN: Kattar vs. Chikadze    | 15 de enero de 2022      | 3     | 5:00   | Las Vegas, Nevada            | |
| Derrota   | 14-6   | Ricardo Ramos         | Decisión (unánime)                     | UFC Fight Night: Font vs. Garbrandt | 22 de mayo de 2021       | 3     | 5:00   | Las Vegas, Nevada            | |
| Victoria  | 14-5   | Spike Carlyle         | Decisión (unánime)                     | UFC on ESPN: Smith vs. Clark        | 28 de noviembre de 2020  | 3     | 5:00   | Las Vegas, Nevada            | |
| Derrota   | 13-5   | Ricardo Lamas         | Decisión (unánime)                     | UFC Fight Night: Smith vs. Rakić    | 29 de agosto de 2020     | 3     | 5:00   | Las Vegas, Nevada            | Pelea de la Noche.                                                                                            |
| Victoria  | 13-4   | Tim Dooling           | Decisión (unánime)                     | CFFC 83                             | 13 de agosto de 2020     | 3     | 5:00   | Filadelfia, Pensilvania      | |
| Derrota   | 12-4   | Brendan Loughnane     | Decisión (unánime)                     | Dana White's Contender Series 17    | 18 de junio de 2019      | 3     | 5:00   | Las Vegas, Nevada            | |
| Victoria  | 12-3   | John De Jesus         | Sumisión (estrangulamiento por detrás) | Ring of Combat 67                   | 22 de febrero de 2019    | 2     | 3:07   | Las Vegas, Nevada            | Defendió el Campeonato de Peso Pluma de ROC.                                                                  |
| Victoria  | 11-3   | Scott Heckman         | KO (patada voladora en la cabeza)      | Ring of Combat 65                   | 21 de septiembre de 2018 | 2     | 3:24   | Atlantic City, Nueva Jersey  | Defendió el Campeonato de Peso Pluma de ROC.                                                                  |
| Victoria  | 10-3   | James Gonzalez        | Decisión (unánime)                     | Ring of Combat 63                   | 8 de junio de 2018       | 3     | 5:00   | Atlantic City, Nueva Jersey  | Defendió el Campeonato de Peso Pluma de ROC.                                                                  |
| Victoria  | 9-3    | Tim Dooling           | TKO (puñetazos)                        | Ring of Combat 61                   | 17 de noviembre de 2017  | 2     | 3:28   | Atlantic City, Nueva Jersey  | Ganó el vacante Campeonato de Peso Pluma de ROC.                                                              |
| Derrota   | 8-3    | Jared Gordon          | Decisión (unánime)                     | CFFC 63                             | 18 de febrero de 2017    | 4     | 5:00   | Atlantic City, Nueva Jersey  | Por el Campeonato de Peso Pluma de ROC.                                                                       |
| Victoria  | 8-2    | Jeff Lentz            | Decisión (unánime)                     | CFFC 57                             | 19 de marzo de 2016      | 5     | 5:00   | Filadelfia, Pensilvania      | Por el Campeonato de Peso Pluma de CFFC, Algeo no cumplió con el peso y no fue elegible para ganar el título. |
| Victoria  | 7-2    | Anthony Terrell Smith | Decisión (unánime)                     | CFFC 49                             | 6 de junio de 2015       | 3     | 5:00   | Bethlehem, Pensilvania       | |
| Derrota   | 6-2    | Shane Burgos          | Sumisión (estrangulamiento por detrás) | CFFC 42                             | 25 de octubre de 2014    | 2     | 2:35   | Chester, Pensilvania         | |
| Victoria  | 6-1    | Mike Pope             | Sumisión (estrangulamiento por detrás) | CFFC 37                             | 28 de junio de 2014      | 1     | 2:51   | Filadelfia, Pensilvania      | |
| Victoria  | 5-1    | Joel Roberts          | TKO (puñetazos)                        | CFFC 32                             | 22 de febrero de 2014    | 3     | 2:08   | King of Prussia, Pensilvania | Combate de peso acordado (150 libras).                                                                        |
| Victoria  | 4-1    | Myron Baker           | Sumisión (estrangulamiento por detrás) | CFFC 27                             | 21 de septiembre de 2013 | 2     | 3:26   | King of Prussia, Pensilvania | |
| Victoria  | 3-1    | Frank Buenafuente     | Sumisión (estrangulamiento por detrás) | WSOF 2                              | 23 de marzo de 2013      | 2     | 4:36   | Atlantic City, Nueva Jersey  | |
| Victoria  | 2-1    | Shane Manley          | Sumisión (estrangulamiento por detrás) | CFFC 20                             | 8 de febrero de 2013     | 2     | 2:28   | King of Prussia, Pensilvania | |
| Derrota   | 1-1    | Dean Lavin            | Sumisión (barra de brazo)              | Cage Wars 18                        | 13 de octubre de 2012    | 1     | 1:11   | Chester, Pensilvania         | |
| Victoria  | 1-0    | David Miller          | Sumisión (estrangulamiento del brazo)  | Cage Wars 15                        | 1 de junio de 2012       | 1     | 3:40   | Chester, Pensilvania         | Debut en el peso pluma.                                                                                       |